# Ni con Marx ni contra Marx
Ni con Marx ni contra Marx. Norberto Bobbio (en italiano: Né con Marx né contro Marx) (1997) es una compilación de 18 escritos sobre Marx y el marxismo del jurista, filósofo y politólogo italiano Norberto Bobbio, realizada por el historiador italiano Carlo Violi. En este libro se describen las posiciones de diálogo y crítica con Marx en gran parte de la vida intelectual de Norberto Bobbio, entre los años 1946 a 1992. La obra está conformada por tres partes principales, las cuales comprenden a su vez una serie de ensayos de Norberto Bobbio a modo de subcapítulos. 

## Contextualización de la obra
Ni con Marx ni contra Marx es una obra que caracteriza la filosofía política del siglo XX, pues Norberto Bobbio propone un complemento entre el liberalismo con el marxismo. En el prólogo del libro, Carlo Violi lo expone de la siguiente manera: «En el clima de la Guerra Fría y de las ideologías contrastantes, Bobbio asumió la función del “mediador”, cuyo deber esencial era tender un puente sobre el abismo que en ese entonces dividía a los intelectuales de formación liberal y a los comunistas, y restablecer la fe en el diálogo entre las parte del conflicto». Es por ello que un aspecto a resaltar es que la propuesta de Norberto Bobbio busca integrar los derechos a la libertad con la justicia social; integración que amplía el campo de estudio de la democracia desde una lectura sobre el marxismo y donde se consolida la postura de Bobbio hacia un socialismo liberal. Paralelamente, existen otras posturas que sitúan a Bobbio más como un liberal demócrata a partir de Ni con Marx ni contra Marx, ya que según Nuria Labari «como filósofo fue un "pensador moderado", es decir, fue un defensor acérrimo de la democracia. Políticamente, habría que incluirlo dentro de la corriente liberal-socialista. Defendió hasta la saciedad que son necesarios derechos sociales fundamentales como educación, trabajo y salud en tanto que condición previa para un mejor ejercicio de la libertad. Fruto de esta "moderación" son trabajos como Ni con Marx ni contra Marx o El futuro de la democracia».
Otra de las cuestiones fundamentales del texto es que Bobbio crítica Marx al subordinar la política con la economía. Bobbio también interpela la concepción de Marx sobre el Estado al considerarlo como un conjunto de instituciones políticas con capacidad de fuerza imponible y disponible en las sociedades. Lo anterior significa, en términos generales, que el Estado constituye todas aquellas disposiciones de una clase dominante para hacer imponer sus intereses comunes, teniendo en cuenta los diferentes dispositivos sobre los cuales se determina el brazo armado y opresor del Estado. En este sentido, el Estado es concebido en Marx únicamente como un aparato de control o de dominio al servicio de la burguesía.

## PRIMERA PARTE. El debate sobre el marxismo

### I. Prefacio a Karl Marx “Manuscritos económico-filosóficos de 1884”
Bobbio recoge en los manuscritos inéditos e incompletos del pensador alemán su primera incursión por la crítica a la economía política, una vez revisa varios de los principales economistas ingleses como Smith y Ricardo, entre otros. Lo anterior, debido a que los economistas burgueses -como les llamaba Marx- no podían explicar claramente el problema de la propiedad privada del cual deriva gran parte de sus planteamientos. De igual forma, Marx -según Bobbio- hace una crítica a la filosofía del derecho en Hegel como filosofía dialéctica especulativa e idealista al considerarla como distante de la historia real del hombre.
A partir de ello es que Marx incursiona en una de las primeras definiciones de comunismo como un humanismo social en su relación, realización y mediación con el naturalismo. Marx propone no solo apoyarse en los planteamientos de la Filosofía de Ludwig Feuerbach, sino que busca ampliarlos retomando sus tres aportes principales: «a) la crítica a la filosofía como una religión reducida a conceptos; b) la creación del verdadero materialismo y de la ciencia positiva mediante la elevación de la relación social del hombre con el hombre como principio fundamental de la teoría; c) la sustitución de la posibilidad hegeliana, mediata, que resulta del proceso dialéctico y se identifica con la negación de la negación, por positividad sensible, inmediata, fundada solamente sobre sí misma»
De esta manera, Bobbio considera que Marx supera y amplía los planteamientos de Feuerbach al situar la enajenación económica no solo en el campo de la vida real sino también en el plano mismo de la conciencia de cada sujeto. Asimismo, Marx plantea dos tesis para la superación de Feuerbach a partir de su crítica a Hegel: 1) la del materialismo histórico en cuanto que la religión, Estado, familia, el derecho y la moral, entre otros, caen en procesos de producción bajo las mismas leyes universales; y 2) la filosofía de la praxis, donde la filosofía tiene un compromiso con la vida real misma y no como un deber meramente teórico en la realización de solo libros.

### II. Apéndice. Advertencia a Ludwig Feuerbach, “Principios de la filosofía del Porvenir”
En este apéndice Bobbio revisa como en los análisis sobre Ludwig Feuerbach mantiene una crítica en contra de la filosofía tradicional occidental. De igual forma, Bobbio revisa el énfasis sobre el pensamiento de Søren Kierkegaard y en lo que denomina críticamente como aquella “teología racionalista” de Hegel. Esta teología racionalista no sitúa el problema de la filosofía en el hombre como centro de las preocupaciones sino en una suerte de mistificar las esencias del ser como atención de la filosofía sin un correlato con la vida diaria del hombre. No obstante, Bobbio señala como en Feuerbach existe una tendencia de reemplazar esa teología racionalista, haciendo referencia a la filosofía hegeliana y en el interpes por una filosofía que termina situando una teología del hombre. Por consiguiente, la filosofía de Feuerbach -según Bobbio- termina ese camino de lo que podría explicarse como una filosofía del porvenir. Para Bobbio en Feuerbach realmente se desarrolla una filosofía de transición, pues en palabras del intelectual italiano: “Aún hoy muchos creen haber dado el salto que les permite salir del idealismo; sin embargo todavía no han logrado reconocer el sendero donde cayeron y siguen inciertos con respecto al camino que deben recorrer. Pretenden ser marxistas y a lo sumo son jóvenes hegelianos. Se profesan materialistas y, en cambio, son románticos”

### III. Filosofía antes de Marx
Para este subcapítulo Bobbio inicia con las críticas a un autor italiano llamado Felipe Balbo, el cual desarrolla una obra dedicada a la filosofía después de Marx. Los puntos determinantes que distancian a Balbo con Hegel es su corriente de pensamiento racionalista que termina por derrumbar la filosofía moderna. No obstante y en cuanto a la filosofía antes y no después de Marx, Bobbio contradice a Balbo en el sentido de tres argumentos principales en los que: a) ni en Hegel se agota el racionalismo; b) ni en Hegel se representa todo el proceso anterior a Marx; y c) ni Marx termina por derrumbar todas las proposiciones hegelianas en su conjunto. Luego de la exposición de los tres argumentos, Bobbio termina planteando 3 proposiciones fundamentales para la filosofía antes de Marx y de Felipe Balbo: 1) debatir sobre si habría que eliminar la corriente del empirismo de la historia de la filosofía para que el racionalismo quedara como filosofía que finaliza con Hegel tras la llegada de Marx. El legado de Marx no tiene ese carácter de romper o poner un límite al racionalismo filosófico con su llegada; 2) como el racionalismo crítico nace del iluminismo, se cuestiona los planteamientos de Felipe Balbo acerca de si Hegel cierra este racionalismo crítico o, por el contrario, no lo cierra. Lo anterior, dado que el racionalismo de la filosofía moderna no se agota en los planteamientos de Hegel por su visión escatológica de la historia; 3) con la llegada de Marx no se disuelve o no es el fin de la filosofía de Hegel, ni tampoco la filosofía se disuelve con la revolución como expresión práctica de la historia del hombre. Es decir, que Marx no desmitifica del todo a Hegel y que el camino para apreciar como Marx irrumpe o constituye un hito para reafirmar o sobrepasar la filosofía moderna, hay que demostrarlo- según Bobbio- mediante un ejercicio en el que se escoja un camino distinto al realizado por Felipe Balbo.

### IV. Más sobre el estalinismo: algunas cuestiones teóricas
Para este apartado Bobbio empieza con las críticas a la teoría del Estado y del marxismo doctrinario luego de la muerte de Stalin. Centra su crítica en el culto a la personalidad que se rindió durante décadas a este dirigente ruso, lo que conllevó la crisis ideológica del comunismo en el mundo soviético. Es a partir de la crítica a este régimen doctrinario y a sus textos canónicos que Bobbio plantean dos proposiciones principales: 1) el principio de autoridad en el sistema comunista soviético fue un criterio de verdad; y 2) la autoridad, de la que los comunistas se inspiraron durante décadas, nunca previeron que la dictadura del proletariado se convertiría en una dictadura personal o de tiranía con Stalin. Frente a lo anterior y en palabras de Bobbio: «No hay que olvidar que el marxismo se consideró, o mejor dicho, fue puesto e impuesto por la doctrina oficial soviética, como la “ciencia de la sociedad”, vale decir, como la doctrina que, habiendo descubierto las leyes del desarrollo de la sociedad, proporciona a quien la sigue los instrumentos necesarios para hacer previsiones cercanas sobre la conducta de los hombres (…) Entonces, si el marxismo es un sistema doctrinal y no una ciencia, no un método, puede entrar en crisis a raíz de una previsión equivocada. De otra manera se podría objetar que la tiranía, por depender de la virtud y los vicios de una personalidad excepcional, es un hecho difícil de predecir».
De esta manera, Bobbio plantea en este subcapítulo que sus críticas no van dirigidas al marxismo o a las diferentes lecturas que existe sobre el marxismo, sino al principio de autoridad bajo un sistema doctrinal del marxismo que se construyó en el mundo soviético con el estalinismo y que se alejó de un método histórico-científico de la sociedad. Por consiguiente, la crítica de Bobbio se centra principalmente en el cuerpo doctrinal de la tiranía personificada en Stalin, cuestionando a los comunistas que han rechazado per se a quienes denuncien esta dictadura personalista y su despotismo. Para estas críticas Bobbio tuvo en cuenta las mismas críticas realizadas por intelectuales rusos de izquierda como Jruschov.

### V. Apéndice a “Stalin y la crisis del marxismo”
En este apéndice Bobbio hace una continuación sobre el debate crítico en torno al estalinismo desde varios autores soviéticos como Jruschov, entre otros. También hace una explicación sobre los límites del marxismo como explicación de la historia y como método de acción. Otro de los aspectos de este apéndice es que Bobbio plantea tres vicios del marxismo en los que queda invalidado el estatus científico del mismo, tales como: 1) el utopismo de una sociedad nueva alejada de la burguesía y en contra de las tempestades históricas; 2) una filosofía de la historia diseñada preconstruida a través de una teoría del progreso indefinido y de una verdad de razón; y 3) la relación entre la esfera de las relaciones económicas y las instituciones políticas; donde las primeras determinan las segundas y donde se evidencia lo improcedente -según Bobbio- para el análisis y la valoración de una sociedad histórica. En síntesis y de acuerdo a la crítica que plantea Bobbio con el escrito es la de «mostrar que la explosión inesperada e imprevista de la crisis del estalinismo revelaba una gravísima grieta en el marxismo como ciencia considerada infalible de la sociedad y de la historia».

## SEGUNDA PARTE. El marxismo teórico

### VI. La dialéctiva de Marx: planteamiento del problema
Bobbio inicia con la crítica a la dialéctica marxista, ya que en su uso y abuso del concepto ha generado una confusión sobre su significado. También critica el interés del marxismo por abarcar todo lo relacionado con el método dialéctico. De esta manera Bobbio divide el debate en dos principales postulados con sus respectivas secciones: 1) responder a la pregunta acerca de si Marx fue un pensador de la dialéctica en cuatro primeras secciones del debate; 2) si hay un significado unívoco de la dialéctica en Marx y los diferentes significados que hay en su planteamiento en las tres últimas secciones. 
Estas secciones son las siguientes que se expondrán en cursiva: El materialismo dialéctico en la formulación de Engels. Bobbió resalta sobre como la idea del materialismo dialéctico pertenece a Engels y no a Marx, ya que el primero revisa los planteamientos del segundo luego de su muerte y a la luz de los aportes a la dialéctica. Es decir, que en últimas fueron expuestos y desarrollados más en Engels. Marx y la dialéctica en los años de la madurez. En esta sección Bobbió centra su atención en las razones por las cuales se subestima o se descuida los motivos dialécticos de los escritos de Marx más allá del trabajo realizado por Engels. En primer lugar se subraya como no hubo tanta distancia de Marx con respecto a Hegel y que a pesar de muchos antihegelianos marxistas, estos no tuvieron la delicadeza de observar como en palabras de Bobbio: “Tuvieran o no razón,  Marx estaba convencido de haber terminado una obra de ruptura y de renovación en el campo de la economía política, sustituyendo, en la investigación de los campos económicos el método naturalista tradicional por el método dialéctivo tomado de Hegel; por consiguiente, si la suya era una ciencia nueva, esto se debía al hecho de que no olvidaba haber sido discípulo de Hegel”. Crítica a una objeción. En este apartado se desarrolla en primer lugar una crítica al desarrollo tardío de la dialéctica en Marx y no al comienzo de su obra. Marx-según Bobbio- criticó precisamente los textos de Hegel, aunque luego los considerara de gran valor. Para Bobbio la distancia entre Marx y Hegel no se dio propiamente por la dialéctica, ya que siempre hubo una constante queja por el uso de la metafísica. A pesar de las diferencias respecto al uso especulativo de la dialéctica en Hegel, Marx propuso un uso científico de al dialéctica. La dialéctica de Marx en las obras juveniles. Bobbio resalta como a pesar del rechazo característico de Marx contra la metafísica de Hegel, su método especulativo y su lógica de axiomática; reconoce el aporte de la dialéctica de la negatividad en Hegel ya “1) que Marx acepta a Hegel la idea de que el resorte de la historia es la negatividad; 2) que la historia, o bien la autogeneración del hombre desde el fondo de un mundo natural sin historia no es un proceso; 3) que este proceso tiene un ritmo, y este ritmo, descubierto por Hegel, es el paso de la enajenación a la supresión de la enajenación; es, pues, el ritmo dialéctico”.

#### Dos acepciones distintas de “dialéctica”
En este aspecto Bobbio cuestiona la idea unívoca de dialéctica en la trayectoria de las obras de Marx al igual del error que cometió Engels de sintetizar el método dialéctico de Marx en las tres leyes del desarrollo de la naturaleza y de la sociedad, debido a que en palabras de Bobbio: “El punto común de referencia del término “dialéctica” en sus diversas acepciones está dado definitivamente por una situación de oposición, de contradicción, de antítesis, de antinomia, de contraste, que debe ser resuelta”. La dialéctica como síntesis de los opuestos. Bobbio inicia la discusión interrogando sobre como el marxismo ha estudiado la dialéctica desde las interpretaciones de Engels, lo cual constituye en un error, y sobre cómo la dialéctica al final de la obra de Marx no es la misma que la dialéctica que desarrollo en los escritos elaborados en la juventud de Marx. De allí que en el Marx joven se haya interesado más por un método de investigación dialéctico, mientras que el Marx posterior se centró más en la dialéctica como método de interpretación histórico y de la economía política. En últimas hay una concepción de dialéctica en Marx la cual “está orientada, como la hegeliana, hacia una teoría de la historia como continuo devenir, cuyo carácter es desarrollarse a través de sucesivas negaciones. Si la negación, como hemos dicho, es el resorte del progreso, la negación de la negación, en cuanto resolución de la contradicción, constituye el progreso mismo”. La dialéctica como compenetración de los opuestos. Bobbio plantea aquí como la dialéctica en Marx mantiene una función de reciprocidad entre opuestos, de tal forma que en la historia del hombre como totalidad orgánica: “Desde la ideología alemana Marx debió plantearse los términos de la dialéctica respecto a la totalidad orgánica, que se funda sobre los principios de la acción recíproca (…) la exposición más completa del principio de la acción recíproca es la que acompaña la reflexión sobre los problemas económicos”.

### VII. Marx y el Estado
Durante este amplio subcapítulo se desarrollan las diferentes tesis que tiene el marxismo sobre el Estado, teniendo en cuenta las principales obras de Marx y algunas de Engels. Bobbio advierte que no existen obras de Marx dedicadas exclusivamente al Estado a excepción de una en su juventud y que, por lo tanto, usa diferentes fragmentos de sus obras filosóficas, políticas y de la economía para argumentar este propósito.
Es así que el subcapítulo se divide en cinco puntos principales los cuales llevaran los respectivos títulos del autor en cursiva: La crítica de la filosofía política hegeliana. En este punto se recalca como la filosofía del derecho en Hegel plantea el inicio de la construcción del Estado moderno como lugar de regulación de la vida, la libertad, las obligaciones morales y la voluntad individual o colectiva bajo leyes naturales y racionales. Para ello, se hace Hegel hace una revisión de las tesis de Hobbes, Locke, Rousseau y Kant. A partir de esta revisión hecha por Hegel, Marx critica al método especulativo de la filosofía política de Hegel al considerar al Estado en abstracto y primero que la familia y la sociedad civil que son en principio los presupuestos del Estado mismo. En palabras de Bobbio sobre las críticas al Estado de Hegel: “las más importantes son las que se refieren a la concepción del Estado como organismo, la exaltación de la monarquía constitucional, la interpretación de la burguesía como clase universal, la teoría de la representación por sectores contrapuesta al sistema representativo nacido de la revolución francesa”. A partir de estas críticas Marx-según Bobbio- centra su atención hacia un Estado donde no se desconozca las condiciones reales del hombre en las que el constituyente primario del Estado es la sociedad civil y la familia. 

#### El Estado como superestructura
Bobbio menciona el distanciamiento que toma Marx con Hegel y los demás autores mencionados anteriormente propios de la filosofía política moderna, al considerar Marx a la familia y la sociedad civil como constituyentes iniciales del Estado. El Estado burgués como dominio de clase: En este aspecto Bobbio refiere que Marx establece como el Estado es un aparato que regula la relación del condicionamiento entre la estructura económica sobre la superestructura política, los antagonismos que se dan dentro de la sociedad civil en cuanto a la lucha de clases y el uso de la fuerza monopolizada como aparato represivo de control. De ahí que Marx teorice sobre el “Estado Burgués” como continuación del dominio de la clase dominante sobre la clase obrera a través del Estado. El Estado de Transición: En este apartado se refiere a los planteamientos de Marx sobre las transiciciones entre el “Estado en el cual la clase dominante es la burquesía al Estado en el cual la clase dominante será el proletariado (…) El Estado es, si una máquina, pero no es una máquina que cada uno pueda manejar a su antojo: cada clase dominante debe formar la máquina estatal según las propias exigencias”. Por lo tanto, si hay una transición de la dictadura de la burgesía a la dictadura del proletariado, se destruirán los medios e instituciones del Estado anterior para que el nuevo Estado tenga unas condiciones propias. La Extinción del Estado: En cuanto al tema de la extinción del Estado en Marx, Bobbio retoma la descripción del autor alemán que ante el proceso de revolución donde “la dictadura del proletariado, en cuanto dictadura de la enorme mayoría de los oprimidos sobre una mayoría de opresores, destinada a desaparecer, es todavía, en verdad, una forma de Estado, pero tal que, por tener como objetivo la eliminación del antagonismo de clase, tiene a la gradual extinción de ese instrumento de dominio de clase que es precisamente el Estado (…) Manteniendo distintos los dos momentos dialécticamente unidos de la supresión y de la superación, se puede decir que la supresión del Estado burgués no es la supresión del Estado sino la condición para su superación” . De esta manera, la forma en que es concebida la teoría marxista del Estado es radiclamente opuesta a los socialdemócratas o los anarquistas.

### VIII Marxismo y Ciencias Sociales
En este subcapítulo Bobbio indica que la relación entre Marxismo y Ciencias Sociales es muy compleja, con muchos contrasentidos y con muchos contextos de enunciación que son difícilmente reducibles. Sin múltiples contextos donde la multiplicidad de teorías varía no solo entre países sino entre academias y hasta diferentes tipos de militancias. No obstante, en un primer momento plantea 4 niveles ejemplificantes para poder describir este tipo de relación, los cuales son: el epistemológico (desacuerdo entre las partes sobre las distintas teorías generales de la ciencia), el ontológico (desacuerdo entre las partes sobre las distintas teorías generales de la sociedad), el metodológico (el desacuerdo frente a los distintos modos de entender y practicar los métodos de investigación) y el ideológico (es el nivel axiológico donde se perciben los diferentes sistemas de valores). De ahí que el Marxismo tenga el interés en luchar en contra de diferentes corrientes de la sociología (empirista, funcionalista, estructural y el positivismo lógico de la época) y atacar sistemas de valores como el burgués en las ciencias sociales, entre otros ejemplos. Como filosofía práctica fundada en el materialismo histórico, el Marxismo constituye según Bobbio “como una propuesta de una nueva sociedad, no sólo en su dimensión descriptivo-analítica y al mismo tiempo explicativo-predictiva, sino también en su dimensión optativo-prescriptiva”.
En un segundo momento del apartado, Bobbio plantea desarrollar el debate sobre ciencia e ideología a través del análisis de dos libros que representan tanto al Marxismo europeo como a las Ciencias Sociales anglosajonas en los estudios de la política: el primero es el texto Comparative Polítics. A Develomental Approach. De Almond y Powell. Y el segundo lleva el título Pouvoir politique et classes sociales de Poulantzas. A partir del análisis de las diferencias que separan a estas dos escuelas de pensamiento de las ciencias políticas por medio de los 4 niveles esbosados anteriormente, Bobbio concluye con la siguiente afirmación: “unos y otros consideran la cientificidad un valor y la no cientificidad un no valor, tanto es así que cada uno está siempre dispuesto a acusar al adversario de no ser “científico” (…) Pero el heho de que ninguno hasta ahora esté en posesión de esta ciencia no nos debe eximir de continuar frecuentando la investigación paciente, metódica, controlada, de probar y volver a probar, en qué consiste- cualquiera que sea el nombre con que queramos bautizarlo- el espíritu de la cientificidad, y no esa mucho más fácil de los sectarismos de escuela opuestos, tan atrayentes y tan estúpidos”.

### IX. Marx y la teoría del derecho
Para Bobbio es claro que en la obra de Marx no existe una teoría completa del derecho, pues el pensador alemán nunca tuvo la intención de hacerla y, por el contrario, lo que se puede hallar es una teoría de la justicia. Como lo ha mostrado en los anteriores ensayos descritos atrás, el intelectual italiano toma en cuenta algunos fragmentos tanto de la obra de Marx como de algunos filósofos marxistas del derecho como Renato Teves para presentar una propuesta de teoría del derecho incompleta. Bobbio plantea 5 interpretaciones principales que aún no corroboran una tesis específica sobre la teoría del derecho en Marx: 1) el derecho como instrumento del dominio de clase; 2) más que una teoría del derecho, es la aplicación del derecho en el contexto en que las normas jurídicas expresarían y garantizarían los intereses de las clases dominantes; 3) es el plano de la investigación sobre las anteriores interpretaciones desde la perspectiva ideológica y desde las teorías de la justicia; 4) la presunción de una teoría de la justicia en los planteamiento del derecho en la obra de Marx; 5) la reducción de “las tesis de Marx sobre el derecho a una ideología del poder, y como tal está también fuera de un discurso sobre una hipotética teoría marxiana del derecho, sin contar con que su núcleo teórico-en caso de que exista- sigue siendo la tesis del derecho como instrumento de dominio de clase” . Finalmente, Bobbio confirma una vez más que: “en Marx existe in nuce una teoría sociológica del derecho, es decir una teoría que considera el derecho en función de la sociedad y de las relaciones sociales inferiores, y que no por casualidad redefine el derecho, no por medio de la estructura del ordenamiento jurídico, como han hecho las teorías formales, sino mediante su función” .

### X. Relaciones internacionales y marxismo
En este ensayo Bobbio inicia delimitando como en el análisis de las relaciones internacionales el Estado, la guerra y la soberanía cumplen un papel fundamental para comprender el escenario mundial. Luego de este planteamiento Bobbio se cuestiona sobre si existe una teoría marxista sobre la guerra, por lo cual confirma que la guerra en el Marxismo está identificada exclusivamente hacia el capitalismo y la economía en la medida en que “La teoría marxista, y más propiamente leninista, de las relaciones internacionales, es la teoría del imperialismo o, más precisamente, la teoría económica del imperialismo (…) De hecho existe un nexo muy estrecho entre la teoría del Estado como instrumento de dominio de clase en las relaciones internas y la teoría económica del imperialismo en las relaciones internacionales”. Ahora bien y retomando la pregunta anterior, Bobbio hace énfasis en que la guerra y el imperialismo en las relaciones internacionales desde la perspectiva del Marxismo son conceptos que no se sobreponen, no son coextensivos y no siempre coexisten en las relaciones de dominación entre Estados. Por último, Bobbio plantea que la perspectiva marxista de la guerra y el imperialismo en las relaciones internacionales son expresiones reduccionistas del sistema internacional, ya que la mirada economicista de la realidad mundial no comprende otros conflictos no negociables entre Estados soberanos en los que pueden desatarse por motivaciones de tipo religiosas de poder político o de otros ejemplos posibles. 

## TERCERA PARTE. Discursos críticos

### XI. Marxismo crítico
Bobbio inicia este texto con la vigencia del Marxismo a través de Nicola Badaloni que renuevan los conceptos de ideología, dialéctica y práctica a partir de diferentes corrientes de la filosofía contemporánea. Baldoni plantea el debate acera de aquel reduccionismo en el que se sitúa usualmente el Marxismo como mera metodología o mera ideología con el fin que este sea superado. En síntesis y en palabras de Bobbio: “admitamos, pues, que la crítica marxista, sirviéndose de la dialéctica, me ayude a entender la dirección del movimiento histórico; sin embargo no me dice si la dirección vislumbrada sea la justa, es decir la que yo debo seguir. No me lo puede decir porque, para decidir si la dirección es justa o equivocada, debo tomar posición, y la toma de posición implica o es ella misma una ideología (…) Digo esto porque pienso que el marxismo crítico debería dar todavía un paso adelante, enfrentando con igual carencia de prejuicio el problema de los juicios de valor y de su justificación”

### XII Marxismo y fenomenología
Con este título Bobbio recoge los debates de Enzo Paci acerca del Marxismo y su relación con diferentes corrientes de la filosofía contemporánea con el fin de reivindicar su legitimidad filosófica de la unión entre Marxismo y Fenomenología. Ante este propósito, Paci es consciente de que existen conexiones abismales entre Husserl y Marx, ya que precisamente estos autores no tuvieron en cuenta los mismos problemas o preocupaciones en la medida en que-en palabras de Bobbio-: “se podría decir-interpretando un poco libre aunque espero no arbitrariamente sus intenciones- que intenta responder al mismo tiempo, no a una sola, sino a dos preguntas: 1) ¿cual es la función del marxismo en la nueva propuesta de la fenomenología como crítica de nuestro tiempo?; 2) ¿cuál es la función de la fenomenología en la reanudación del marxismo como filosofía?”. Es a partir de estas preguntas que Bobbio y Paci prosiguen en la lectura recíproca entre las obras de Marx y Husserl, es importante señalar como al final el mismo Bobbio advierte de manera concluyente que: “Me pregunto si la fenomenología con el marxismo no se adelanta tanto que transforme radicalmente la perspectiva husserliana sobre la crisis y sobre su solución y la vuela inútil y vana". En estas palabras Bobbio considera que aún es muy vaga esa alianza entre Marxismo y fenomenología, dado que Paci no ha realizado de manera rigurosa la lectura completa y exhaustiva de la obra de los dos autores representantes de estos pensamientos filosóficos.

### XIII. Marx, Engels y la teoría del Estado. Carta a Danilo Zolo
En esta conversación epistolar de Bobbio a Zolo, el intelectual italiano resalta la importancia sobre la crítica que tiene a este autor en cuanto a su revisión sobre los aportes a la teoría del Estado en Engels y Marx. En la carta se resalta que Hegel tuvo una mayor profundidad sobre el Estado mientras que en el segundo se evidencia un aporte vago y fragmentado en su obra como se ha mencionado anteriormente. De igual forma, Bobbio interpela y le pregunta a Zolo si existe realmente en Marx una teoría de la extinción del Estado tras su revisión sobre los problemas de la coacción en el uso de la fuerza, la guerra y si estos dependen única y exclusivamente del sistema económico. Al final de la carta, Bobbio concluye que “Lo que cuenta de cualquier manera es que la idea de la extinción del Estado esta siempre ligada en cierto modo a la idea de una sociedad que no tiene necesidad de la fuerza colectiva para sobrevivir. Y entonces la diferencia de Marx y Engels (y Lenin) sobre este punto es solo ésta: que Engels (y Lenin) han sido más explícitos. Engels y Lenin creían- y lo han dicho claramente- que poco a poco el advenimiento de la sociedad socialista habría vuelto superfluo el Estado en el sentido preciso de aparato represivo. ¿Qué creía Marx? El hecho de que su pensamiento haya permanecido más en la imprecisión no autoriza a decir, me parece (si he entendido bien), que él no tendría una teoría de la extinción del Estado, o bien del advenimiento de una sociedad en la que, por una razón o por la otra (para la teoría democrática la razón es la extensión del consenso, o sea del autogobierno) habría venido a menos el uso de la fuerza”.

### XIV Marxismo y cuestión criminal. Carta a Alessandro Baratta
En esta conversación epistolar de Bobbio a Baratta, cuestiona abiertamente si existe en Marx un aporte al problema penal, al igual que hace una objeción fuerte al argumentar que en Marx no existen fuertes indicios para pensar una teoría integral del Estado por el abuso de principio de autoridad que han apropiado varios marxistas hasta el momento. De igual forma, cuestiona directamente los aportes a la teoría materialista de la desviación argumentada por Baratta al considerarla como ilusoria, ya que plantea que con el fin del capitalismo se erradicarían las cárceles, la policía o de los mecanismos de control social a modo de constantes históricas. Al final de la carta Bobbio arroja su principal crítica al plantear que “Me doy cuenta perfectamente de que esto que te estoy contando, querido Baratta, se asemeja a una pesadilla nocturna. Pero en un célebre pasaje del libro noveno de la República Platón ha dicho que uno de los rasgos característicos del tirano es el de realizar despierto, y por lo tanto en la realidad, las acciones – hasta las más atroces e inhumanas- que para los comunes mortales constituyen a veces la materia de sus sueños. ¡Bienaventurado quien cree que la especie de los tiranos se extinguirá para siempre!”.

### XV. ¿Teoría del Estado o Teoría del Partido?
En este ensayo Bobbio empieza cuestionando algunos marxistas como Louis Althusser o R. Racciaro sobre la crisis del Marxismo y si esta crisis novedosa o antigua. A partir de este señalamiento Bobbio desarrolla la descripción de tres planteamientos indispensables: 1) Las tres fases históricas de la crisis del marxismo, en las cuales se destaca entre el origen del revisionismo, la revolución de Octubre y el problema en la teoría marxista. Tras describir estas frases y de retomar los planteamientos del Estado en marxistas como Poulantzas en diálogo con clásicos del Estado moderno en las ciencias políticas, Bobbio es muy crítico al afirmar que: «De este modo el discurso queda abierto sólo para los depositarios de la doctrina o para los intérpretes del método»,  señalando que muchos marxistas desconocen los clásicos de la teoría del Estado moderno. El segundo planteamiento, que titula como Lagunas y sistemas, ciencia y política, caracteriza esa “laguna” o vacío en el sistema político marxista en vista de que cualquier teoría política, sea de la época de Marx o actual, no puede prescindir del Estado para desarrollar tal sistema. Bobbio argumenta que en un Estado con perspectiva marxista aún no está claro qué lugar ocuparían tres derechos principales para una democracia como son los personales, los civiles y políticos. Asimismo, no es claro para Bobbio las reglas de juego al momento de suprimir o posibilitar la coexistencia con el pensamiento disidente al interior de su sistema político. Y por último, como tercer planteamiento titulado para una relación laica con el pensamiento de Marx, Bobbio plantea que ante la aparente crisis del Marxismo es necesaria la distancia que debe mantener quien quiera tener una relación laica con el pensamiento de Marx. Es una relación que no puede estar marcada por la doctrina o por el antimarxismo. Para tal fin, Bobbio insiste en que «personalmente creo que se puede hablar con más propiedad de marxistas para quienes el descubrimiento de un error o de una laguna en la obra de Marx —que para un no marxista no es nada particularmente traumático— crea un estado de malestar que puede llamarse, subjetivamente, una crisis. Tan es verdad que la obra de Marx, no obstante los errores y las lagunas, ha continuado y continuará avanzando, mientras muy a menudo sucede que los marxistas en crisis se vuelvan antimarxistas».

### XVI. Un intento de respuesta a la crisis del Marxismo
Bobbio plantea en este texto como se ha enunciado de diferentes maneras las crisis o las muertes deseadas o indeseadas del pensamiento marxista. Una de las dificultades señaladas es su comparación y malentendimiento con las filosofías dominantes son los diversos revisionismos en su afán de actualizar sus ideas, la vaguedad de algunas ideas sobre el Estado, entre otras. Al final se hace una revisión de los planteamientos de Constanzo Preve como aportes para ampliar temas muy visibles y mencionados en los anteriores ensayos presentados.

### XVII. Todavía a propósito de Marxismo. Carta a Constanzo Preve.
En esta conversación epistolar de Bobbio a Preve, Bobbio resalta la labor de Preve de separar marxismo de la unión soviética. De igual forma, señala en el transcurso de la carta la necesidad de renovación del Marxismo, lo cual es complicado al pensar en dicha renovación sin que el autor esté vivo ni mucho menos cuando corresponde con las líneas de acción que se pretende. En cuanto a la renovación, Bobbio considera necesario prescindir de ciertas dicotomías como: la división de derecha e izquierdas, la de religiosidad-laicismo (sin terminar en un nihilismo), la de burguesía-proletariado, entre otras. Finalmente, Bobbio resalta su posición de “condición de extraño” al no estar a favor o en contra de Marx.

### XVIII. Invitación a releer a Marx
Bobbio sugiere una relectura de Marx más allá de la posición secular, marxolátrica y acrítica que terminó por cimentar esta crisis histórica tanto actual como precedente. También insiste en que es muy apresurado anunciar la muerte de Marx si aún algunos planteamientos cobran vigencia en la teoría de las Ciencias Sociales, a pesar de que el capitalismo no ha muerto aparte de que fue el vencedor. De igual forma, Bobbio resalta la necesidad de prescindir de un Marx profeta o científico determinista. Otras cuestiones mencionadas en anteriores ensayos se encuentran: a) en el aprendizaje y fracaso de las primeras sociedades comunistas entre los sucesores de Marx y Engels en Lenin y Stalin; b) la excesiva comparación de Marx con filosofías contemporáneas como el existencialismo, fenomenología, empirismo, entre otras; y c) la estrategia de disociación al concebir por separado al Marx historiador, filósofo, politólogo, etc. Para finalizar este ensayo, Bobbio plantea las siguientes dos tesis que deben ser siempre tenidas en cuenta sobre el Marx economista: “1) el primado del poder económico sobre el poder político (que constatamos diariamente también en Italia); y 2) la previsión de que a través del mercado todo puede volverse mercancía, de ahí el rumbo inevitable de la sociedad a la mercantilización universal”.